# Pstroček
Pstroček (Maianthemum) je rod jednoděložných rostlin z čeledi chřestovité (Asparagaceae). Některé starší taxonomické systémy jej řadily do čeledi listnatcovité (Ruscaceae), konvalinkovité (Convallariaceae), popř. liliovité v širší pojetí (Liliaceae s.l.).

## Popis
Jedná se o vytrvalé pozemní, vzácněji vodní byliny s oddenky. Jsou to rostliny jednodomé s oboupohlavnými květy, vzácně dvoudomé s jednopohlavnými květy. Listy jsou jednoduché, přisedlé nebo krátce řapíkaté, střídavé. Čepele jsou nejčastěji eliptické až vejčité. Květy jsou ve vrcholových květenstvích, zpravidla hroznech nebo latách. Okvětí se skládá ze 4-6 okvětních lístků, ve 2 přeslenech (2+2 nebo 3+3), okvětní lístky jsou volné nebo částečně srostlé, vzácně srostlé v delší okvětní trubku, jsou zpravidla bílé. Tyčinek je zpravidla 4 nebo 6 (2+2 nebo 3+3). Gyneceum je složeno ze 2-3 plodolistů, je synkarpní. Plod je dužnatý, jedná se o bobuli, za zralosti většinou červené barvy.

## Rozšíření ve světě
Je známo asi 35 druhů, které jsou rozšířeny v mírném až chladném pásu severní polokoule, nejvíce ve východní Asii a Severní Americe, málo i Evropa a Střední Amerika.

## Rozšíření v Česku
V Česku i v celé Evropě roste pouze jeden druh: pstroček dvoulistý (Maianthemum bifolium). Roste od nížin až do subalpinského stupně v lesích, zvláště na kyselém substrátě.

## Celkový seznam druhů
- Maianthemum atropurpureum – Čína
- Maianthemum bifolium – Evropa, Asie
- Maianthemum dahuricum – východní Asie
- Maianthemum dilatatum – východní Asie, západ Severní Ameriky
- Maianthemum dulongense – Čína
- Maianthemum canadense Desf. – Severní Amerika
- Maianthemum formosanum – Tchaj-wan
- Maianthemum forrestii – Čína
- Maianthemum fusciduliflorum – Čína
- Maianthemum fuscum – Himálaj
- Maianthemum gongshanense – Čína
- Maianthemum henryi – Čína, Vietnam
- Maianthemum japonicum – východní Asie
- Maianthemum lichiangense – Čína
- Maianthemum nanchuanense – Čína
- Maianthemum oleraceum – Himálaj
- Maianthemum purpureum – Čína
- Maianthemum racemosum (L.) Link – Severní Amerika, Mexiko
- Maianthemum stellatum (L.) Link – Severní Amerika, Mexiko
- Maianthemum stenolobum – Čína
- Maianthemum szechuanicum – Čína
- Maianthemum tatsienense – Čína, Himálaj
- Maianthemum trifolium – východní Asie, severní Amerika
- Maianthemum tubiferum – Čína
- a další